# Tarachininae
Tarachininae – podrodzina modliszek z podrzędu Eumantodea i rodziny Chroicopteridae.

## Morfologia i zasięg
Modliszki osiągające co najwyżej przeciętne jak na przedstawicieli rzędu rozmiary. Stadia larwalne (nimfy) wykazują mimikrę względem mrówek (myrmekomorfię). Mimikra ta zachowana jest również u całkowicie w związku z tym bezskrzydłych dorosłych samic. Skrzydła u samców są natomiast w pełni wykształcone.
Podrodzina afrykańska. Wszystkie rodzaje występują w krainie etiopskiej, a jeden także w madagaskarskiej.

## Taksonomia
Takson ten wprowadzony został przez Ermanna Giglio-Tosa w 1915 roku jako grupa Tarachinae w podrodzinie Iridopteriginae w obrębie modliszkowatych. Klasyfikację taką autor ów podtrzymał w systemie z 1919 roku.  Anton Handrilsch w systemie z 1930 roku umieścił tę grupę w podrodzinie Mantinae. Omawianego taksonu nie wyróżniano w systemach Luciena Choparda z 1949 roku, Maxa Beiera z 1964 roku, ani Reinharda Ehrmanna i Rogera Roya z 2002 roku. Przywrócony został do systematyki w 2019 roku przez Christiana J. Schwarza i Roya pod nazwą Tarachininae jako jedna z dwóch podrodzin w obrębie szerzej zdefiniowanych Chroicopteridae.
Do podrodziny należą trzy rodzaje sklasyfikowane w dwóch plemionach:
- Gonypetellini Schwarz et Roy, 2019
  - Gonypetella Giglio-Tos, 1915
  - Telomantis Giglio-Tos, 1915
- Tarachinini Giglio-Tos, 1915
  - Tarachina Werner, 1907